# Lick (альбом)
Lick  — третий студийный альбом американской рок-группы The Lemonheads. Он был выпущен в апреле 1989 года лейблом Taang! Records. Этот диск их последний, в записи которого принял участие основатель группы Бен Дейли. Он был выпущен в 1989 году и стал последним альбомом группы перед подписанием контракта с крупным лейблом Atlantic Records. Опечатка на самом альбоме ошибочно указывает дату выпуска — 1988 год. Как и в случае с первыми двумя альбомами, он был переиздан на CD в 1992 году с двумя бонус-треками.

## История
Как это стало чем-то вроде торговой марки, состав The Lemonheads на Lick имел некоторые существенные отличия от предыдущих и более поздних альбомов. Хотя группа официально распалась после записи своего второго альбома Creator в 1988 году, им предложили шанс отыграть европейский тур, поэтому в начале 1989 года группа воссоединилась с Эваном Дандо на барабанах, Кори Лугом Бреннаном и Беном Дейли на гитарах и Джесси Перецем на басу. Дейли и Дандо, два вокалиста Lemonheads, все еще не ладили, и их личные столкновения и технические трудности в студии привели к тому, что было записано всего пять новых оригинальных песен. Чтобы заполнить Lick, в альбом было добавлено несколько ранее неизданных треков, би-сайдов и каверов.
После завершения работы Дейли окончательно покинул группу, и в их последующем европейском туре его заменили Дандо и Бреннан на гитарах и Марк Натола на барабанах. Перец, один из первоначальных участников Lemonheads вместе с Дандо и Дейли, остался, чтобы записать свой следующий альбом Lovey, но ушел после тура в поддержку в 1991 году. С тех пор Дандо является единственным постоянным участником Lemonheads, несмотря на частые смены состава.

## Отзывы
| Оценки критиков               | Оценки критиков |
| Источник                      | Оценка          |
| ----------------------------- | --------------- |
| AllMusic                      | [ 1 ]           |
| NME                           | 8/10            |
| Spin Alternative Record Guide | 6/10            |

Альбом получил в целом положительные отзывы от современных музыкальных критиков.
В британском журнале Q написали, что: «…семена их будущего и мейнстримового успеха были прочно посеяны… и вот-вот должны были прорасти…».
В обзоре журнала Melody Maker написано «Рекомендовано» и далее: «…быстро подающий надежды Дандо [демонстрирует] расцветающий талант [автора песен]… настоящий убийца здесь — „Luka“, переработанная версия ужасного, сентиментального хита Сюзанны Веги; [демонстрирует] талант к меланхоличной реконтекстуализации самого странного исходного материала…».

## Список композиций
Все композиции написаны Эваном Дандо, за исключением особо оговоренных случаев.
1. «Mallo Cup» — 2:12
2. «Glad I Don’t Know» — 1:21
3. «7 Powers»* (Ben Deily) — 2:32
4. «A Circle of One» — 2:49
5. «Cazzo di Ferro» (Corey Loog Brennan, Dando) — 3:45
6. «Anyway» (Deily) — 3:10
7. «Luka» (кавер Suzanne Vega) — 3:09
8. «Come Back D.A.» — 1:54
9. «I Am a Rabbit» (кавер Proud Scum) — 1:46
10. «Sad Girl» — 1:48
11. «Ever» (Deily) — 2:48
12. «Strange» (Mel Tillis, Fred Burch) (кавер Пэтси Клайн) — 2:57
13. «Mad» — 1:41

Примечание: Только треки 1, 3, 4, 6 и 8 были написаны и записаны специально для Lick. Треки 2 и 9 — это новые записи песен с мини-альбома Lemonheads 1986 года Laughing All the Way to the Cleaners, в то время как 10 и 11 были записаны для Hate Your Friends, а 7 изначально предназначался для Creator. Треки 12 и 13, би-сайды сингла «Luka», — это бонусные треки, добавленные для переиздания альбома на CD в 1992 году («Mad» также является первой песней, когда-либо записанной Lemonheads, ауттейком из Laughing All the Way).